# Ulvsåsen
Ulvsåsen, född 15 juni 2016, är en svensk kallblodig travhäst. Han tränas av Anders Wallin vid Bergsåker travbana, och körs av Per Linderoth. Ulvsåsen började tävla i november 2019. Han var obesegrad i lopp under sina 5 första starter har till april 2022 sprungit in 694 900 kronor på 19 starter, varav 13 segrar och en andraplats.

## Historia
Ulvsåsen föddes den 15 juni 2016 undan stoet Ulvsås Anna och efter hingsten Moe Odin. Hans farfar är den svenska rekordhästen Järvsöfaks.
Ulvsåsen började tränas sent. Då han anlände till tränare Anders Wallin i början av 2018 var han inte inkörd, utan låg ett halvår efter sina kullkompisar. Under 2018 startade han i ett premielopp, där han kördes av skötaren Cajsa Buhlér, och han kvalade i juni 2019 med Jimmy H. Andersson i sulkyn.
Han gjorde sin första start i karriären den 11 november 2019 på Gävletravet, då han startade med 20 meters tillägg. Han segrade på tiden 1.32,8 över 2 160 meter. Han inledde karriären med fyra ytterligare segrar på lika många försök, och var till maj 2020 obesegrad i lopp.

### Fel häst
Den 25 november 2019 på Bollnästravet skulle Ulvsåsen starta, men stallet hade då förväxlat hästen med stallkamraten Ulvsås Philip. Ingen bestraffning tilldelades Anders Wallin, men alla spelade pengar på hästen, ca 400 000 kronor, betalades tillbaka.

## Statistik

### Starter
| Skor fram | Skor bak |

| Skor fram | Skor bak |

| Skor fram | Skor bak |

| Skor fram | Skor bak |

| Skor fram | Skor bak |

| Skor fram | Skor bak |

| Skor fram | Skor bak |

| Skor fram | Skor bak |

| Skor fram | Skor bak |

| Skor fram | Skor bak |

| Skor fram | Skor bak |

| Skor fram | Skor bak |

| Skor fram | Skor bak |

| Skor fram | Skor bak |

| Skor fram | Skor bak |

| Skor fram | Skor bak |

| Skor fram | Skor bak |

| Skor fram | Skor bak |

| Skor fram | Skor bak |

| Skor fram | Skor bak |

| Skor fram | Skor bak |

## Stamtavla
| Efter Åsajerven 2002   | Järvsöfaks 1994   | Trollfaks     | Troll Jahn    |
| Efter Åsajerven 2002   | Järvsöfaks 1994   | Trollfaks     | Reitlisa      |
| Efter Åsajerven 2002   | Järvsöfaks 1994   | Järvsö Anna   | Lapp Nils     |
| Efter Åsajerven 2002   | Järvsöfaks 1994   | Järvsö Anna   | Vinjänta      |
| Efter Åsajerven 2002   | Sindy Vinter 1994 | Atom Vinter   | Alm Rigel     |
| Efter Åsajerven 2002   | Sindy Vinter 1994 | Atom Vinter   | Åslill        |
| Efter Åsajerven 2002   | Sindy Vinter 1994 | Norheim Sindy | Jahn Sjur     |
| Efter Åsajerven 2002   | Sindy Vinter 1994 | Norheim Sindy | Stöva         |
| Undan Ulvsås Anna 2008 | Moe Odin 1997     | Elding        | Rappfot       |
| Undan Ulvsås Anna 2008 | Moe Odin 1997     | Elding        | Elnett        |
| Undan Ulvsås Anna 2008 | Moe Odin 1997     | Moe Vilja     | Lyngsvarten   |
| Undan Ulvsås Anna 2008 | Moe Odin 1997     | Moe Vilja     | Lund Blessa   |
| Undan Ulvsås Anna 2008 | Maisvarta 1997    | Alm Svarten   | Granvar       |
| Undan Ulvsås Anna 2008 | Maisvarta 1997    | Alm Svarten   | Oleanne       |
| Undan Ulvsås Anna 2008 | Maisvarta 1997    | Gullsvarta    | Dally Svarten |
| Undan Ulvsås Anna 2008 | Maisvarta 1997    | Gullsvarta    | Lillegull     |